# Compost (álbum)
Compost es el quinto álbum de estudio de la banda de rock argentina Cielo Razzo.
El disco cuenta con la producción artística de Matías “El Chávez” Méndez y la coproducción artística de Javier Robledo. Fue grabado en los estudios Del Abasto al Pasto, Nómade, “Del Buey” (Buenod Aires) y Puppo Records (Rosario).
Además de la ya tradicional formación del grupo, el disco cuenta con artistas invitados que grabaron sus voces o instrumentos para terminar de darle forma a la placa. Chelo, violín, flauta traversa, mandolina y acordeón son algunos de los instrumentos que se suman en determinadas canciones, demostrando una vez más que la banda no se conforma con los típicos sonidos del rock, sino que disfruta la experimentación y la búsqueda de nuevos sonidos.

## Arte de tapa
La tapa se centra en la imagen de tres lombrices haciendo referencia justamente al proceso de hacer un Compost. En una entrevista el líder Pablo Pino explicó que el nombre se debe a que la banda para realizar el disco utilizó el "mismo" procedimiento que se usa para realizar el compost. Seleccionaron el lugar físico (sala de ensayo) y cada uno tiró todo lo que tenía dentro de sí mismo para que surjan las ideas y letras de los nuevos temas.

## Lista de temas
1. "Conexión" - 4:06
2. "Monos" - 3:57
3. "Murciélago" - 4:31
4. "Pequeña Caja" - 3:56
5. "Dulce Nana" - 3:38
6. "De Ogro" - 4:17
7. "Desde La Puerta" - 4:30
8. "Mi Dios" - 5:30
9. "Reacción" - 5:27
10. "Cascarudo" - 3:56
11. "Escorpión" - 3:58

## Músicos
- Pablo Pino: Voz, coros, guitarras, sikus, armónica y ocarina.
- Diego Almirón: Guitarras y coros.
- Fernando Aime: Guitarras y coros.
- Cristian Narváez: Bajo y coros.
- Javier Robledo: Batería y coros.

## Músicos invitados
- Marcelo Vizarri: Teclados, melódica y coros en "Monos".
- Carlos Seminara: Percusión, programación, máquinas y coros en "Monos".
- Paolo Ferrara: Violonchelo en "Murciélago" y "Reacción".
- Maximiliano Natalutti: Violín en "Reacción".
- Andrés Ricci: Flauta traversa en "Reacción".
- Nahuel Marquet: Acordeón en "De Ogro", "Desde La Puerta" y "Reacción" y voces en "Mi Dios".
- Andrés "Polaco" Abramowsky: Mandolina en "Desde La Puerta" y "Cascarudo".
- José Luis: Claxon en "Desde La Puerta".
- Fabricio Simeoni: Voz en "Cascarudo".
- Lautaro, Ian, Jeremías, Camila, Magalí y Lara: Coros de niños.